# Lee Re
Dans ce nom coréen, le nom de famille, Lee, précède le nom personnel.
Lee Re (coréen : 이레) née le 12 mars 2006 à Gwangju, est une actrice sud-coréenne.

## Biographie

### Jeunesse et formation
Lee Re est née le 12 mars 2006 à Gwangju. Elle fait de théâtre et cinéma à l'Université Chung-Ang.

### Carrière
En 2014, le film Wish de Lee Joon-ik est sa premier succès, pour lequel elle est élue « Meilleur second rôle féminin » au Festival international du film de Pékin dans la même année,.
En 2017, elle participe au doublage de la voix coréenne de Your Name.
En 2020, elle joue dans Peninsula.

## Filmographie

### Cinéma
- 2013 : Wish : Im So-won
- 2017 : Your Name : Yotsuha Miyamizu (doublage)
- 2018 : Seven Years of Night : Yoo Se-ryung
- 2019 : Miss & Mrs. Cops : Ji-hye (jeune)
- 2020 : Peninsula : Joon-i
- 2023 : It's Okay! : In-young

### Télévision
- 2020 : Start-up : Won In-jae (jeune)
- 2021 : Hellbound : Jin Hee-jung
- 2021 : Move to Heaven : fille de papillon
- 2023 : La Diva Naufragée : Seo Mok-ha (jeune)